# Intercity (RENFE)
A Renfe Intercity a spanyolországi Renfe által nyújtott távolsági vasúti személyszállítási szolgáltatás. A 2020. június 22. óta engedélyezett márka jelenlegi irányultsága több szolgáltatást (Altaria, Talgo és AV City) foglal magában, amelyek a már a név alatt működő szolgáltatások mellett a kereskedelmi kínálat egyszerűsítése és a felhasználók számára könnyebben azonosítható terméket kínálnak. Az egységesítés után és a különböző típusú vonatokkal, amelyek ezt a szolgáltatást működtetik, az Intercity a legalacsonyabb rangú szolgáltatási kategória a Renfe által üzemeltetett kereskedelmi Alta Velocidad és Larga Distancia szolgáltatásokon belül.
A Renfe korábban, 1980 és 2008 között ugyanezt a nevet használta bizonyos távolsági járatokra, majd 2012-ben visszavette ezt a nevet néhány távolsági és középtávú járatra.

## Járatok
| Kiindulási állomás | Útvonal | Végállomás                  | Jármű                                  | Gyakoriság                                                            |
| --- | --- | --------------------------- | -------------------------------------- | --------------------------------------------------------------------- |
| Madrid-Chamartín | Villalba de Guadarrama · El Escorial · Zarzalejo · Robledo de Chavela · Santa María de la Alameda · Las Navas del Marqués · Navalperal · Herrandón - La Cañada · Ávila · Arévalo · Medina del Campo · Valladolid-Campo Grande · Venta de Baños · Palencia · Paredes de Nava· · Villada · Sahagún | León                        | RENFE 121 sorozat                      | 2 járat naponta irányonként                                           |
| Madrid-Chamartín | Valladolid-Campo Grande · Palencia · Sahagún · León · Veguellina de Órbigo · Astorga · Vega-Magaz · Bembibre · Ponferrada · Toral de los Vados · Quereño · Sobradelo · El Barco de Valdeorras · Villamartín de Valdeorras · La Rúa-Petín · San Clodio-Quiroga · Monforte de Lemos · Orense-Empalme · Barbantes · Ribadavia · Filgueira · Frieira · Arbo · Las Nieves · Salvatierra · Caldelas · Guillarey · O Porriño · Redondela de Galicia | Vigo-Guixar                 | RENFE 121 sorozat                      | 1 járat naponta irányonként                                           |
| Madrid-Chamartín | Valladolid-Campo Grande · Palencia · León · Veguellina de Órbigo · Astorga · Vega-Magaz · Brañuelas · Torre del Bierzo · Bembibre · San Miguel de las Dueñas | Ponferrada                  | RENFE 121 sorozat                      | 6 járat hetente irányonként                                           |
| Madrid-Chamartín | Valladolid · Palencia · Frómista · Osorno · Aguilar de Campoo · Mataporquera · Reinosa · Torrelavega | Santander                   | RENFE 121 sorozat                      | 1 járat Santander irányából pénteken és egy Madrid irányából vasárnap |
| Madrid-Chamartín | Villalba de Guadarrama · El Escorial · Zarzalejo · Robledo de Chavela · Santa María de la Alameda · Las Navas del Marqués · Navalperal · Herrandón - La Cañada · Ávila · Arévalo · Medina del Campo · Valladolid-Campo Grande · Venta de Baños · Palencia · Burgos Rosa de Lima · Briviesca · Miranda de Ebro | Vitoria-Gasteiz             | RENFE 449 sorozat                      | 6 járat hetente irányonként                                           |
| Madrid-Chamartín | Villalba de Guadarrama · El Escorial · Zarzalejo · Robledo de Chavela · Santa María de la Alameda · Las Navas del Marqués · Navalperal · Herrandón - La Cañada · Ávila · Arévalo · Medina del Campo · Valladolid-Campo Grande · Venta de Baños · Palencia · Burgos Rosa de Lima · Briviesca · Miranda de Ebro · Vitoria-Gasteiz · Alegría de Álava · Salvatierra de Álava · Araya · Alsasua · Legazpia · Zumárraga · Beasain · Ordizia · Tolosa · San Sebastián · Pasajes · Lezo - Rentería | Irún                        | RENFE 449 sorozat                      | 2 járat naponta irányonként                                           |
| Barcelona Sants | Camp de Tarragona · Lérida Pirineos · Zaragoza-Delicias · Tudela de Navarra · Castejón de Ebro · Calahorra · Logroño · Miranda de Ebro · Burgos Rosa de Lima | Valladolid-Campo Grande     | RENFE 121 sorozat                      | 1 járat naponta irányonként                                           |
| Barcelona Sants | Tarragona · Salou · L'Aldea-Amposta-Tortosa · Vinaroz · Benicarlo-Peniscola · Benicasim · Castellón de la Plana · Sagunto · Valencia-Cabanyal | Valencia Estación del Norte | RENFE 449 sorozat & RENFE 121 sorozat  | 2 járat naponta irányonként                                           |
| Madrid Atocha | Cuenca-Fernando Zóbel · Valencia-Joaquín Sorolla · Sagunto · Castellón de la Plana · Benicasim · Oropesa del Mar · Benicarló-Peñíscola | Vinaroz                     | RENFE 121 sorozat                      | heti egy járat1                                                       |
| Madrid Atocha | Cuenca-Fernando Zóbel · Valencia-Joaquín Sorolla · Cullera | Gandía                      | RENFE 121 sorozat                      | heti egy járat1                                                       |
| Madrid-Chamartín | Atocha Cercanías · Aranjuez · Murcia del Carmen · Alhama de Murcia · Totana · Lorca-Sutullena | Águilas                     | RENFE 599 sorozat                      | heti egy járat1                                                       |
| Madrid-Chamartín | Atocha Cercanías · Linares-Baeza | Almería                     | RENFE 599 sorozat                      | heti egy járat1                                                       |
| Zaragoza-Delicias | María Huerva · Arañales-Muel · Longares · Cariñena · Encinacorba · Villarreal de Huerva · Villadoz · Badules · Villahermosa · Ferreruela · Cuencabuena · Lechago · Navarrete · Calamocha Nueva · Caminreal · Torrijo del Campo · Monreal del Campo · Villafranca del Campo · Santa Eulalia del Campo · Cella · Teruel · Puerto Escandón · Puebla de Valverde · Sarrión · Mora de Rubielos · Rubielos de Mora · Barracas · Segorbe-Ciudad · Sagunto · Valencia-Cabanyal · Valencia Norte · Játiva · Villena · Sax · Elda-Petrer · Novelda · Alicante-Terminal · Sant Gabriel · Torrellano · Elche-Parque · Elche Carrús · Crevillente · Albatera-Catral · Callosa de Segura · Orihuela · Beniel · Murcia del Carmen · Balsicas-Mar Menor · Torrepacheco | Cartagena                   | RENFE 599 sorozat                      | 1 járat naponta irányonként                                           |
| Alicante-Terminal | Elda-Petrer · Villena · Almansa · Albacete-Los Llanos · La Gineta · La Roda · Minaya · Villarrobledo · Socuéllamos · Campo de Criptana · Alcázar de San Juan · Cinco Casas · Manzanares · Valdepeñas · Santa Cruz de Mudela · Almuradiel · Vilches · Linares-Baeza · Mengíbar-Artichuela · | Jaén                        | RENFE 449 sorozat                      | 1 járat naponta irányonként                                           |
| Zaragoza-Miraflores | Zaragoza-Goya · Zaragoza-Portillo · Zaragoza-Delicias · Cariñena · Encinacorba · Villadoz · Badules · Villahermosa · Ferreruela · Santa Eulalia del Campo · Cella · Teruel · Sarrión · Mora de Rubielos · Barracas · Segorbe-Ciudad · Sagunto · Valencia-Cabanyal | Valencia Norte              | RENFE 599 sorozat                      | 3 járat naponta irányonként                                           |
| Barcelona Sants | Camp de Tarragona · Lérida Pirineos · Zaragoza-Delicias · Tudela de Navarra · Castejón de Ebro · Tafalla | Pamplona                    | RENFE 121 sorozat                      | 1 járat naponta irányonként                                           |
| Barcelona Sants | Camp de Tarragona · Lérida Pirineos · Zaragoza-Delicias · Tudela de Navarra · Castejón de Ebro · Tafalla · Pamplona | Vitoria-Gasteiz             | RENFE 121 sorozat                      | 1 járat hetente mindkét irányba                                       |
| Madrid-Chamartín | Nuevos Ministerios · Madrid-Atocha cercanías · Alcázar de San Juan · Socuéllamos · Villarobledo · Albacete-Los Llanos · Almansa · Játiva · Alcira | Valencia-Norte              | Serie 490 (Alaris)                     | 5 vonat hetente (hétfőtől péntekig) mindkét irányba                   |
| Huelva | Gibraleón · Calañas · El Tamujoso · Valdelamusa · Almonaster · Jabugo-Galaroza · Cumbres Mayores · Fregenal de la Sierra · Valencia del Ventoso · Medina de las Torres · Zafra · Zafra Feria · Los Santos de Maimona · Villafranca de los Barros · Almendralejo · Calamonte · Mérida · Cáceres · Plasencia · Navalmoral de la Mata · Oropesa de Toledo · Talavera de la Reina · Torrijos · Illescas · Leganés | Madrid-Atocha cercanías     | RENFE 598 sorozat                      | 3 járat hetente mindkét irányba2                                      |
| Madrid-Atocha cercanías | Leganés · Illescas · Torrijos · Talavera de la Reina · Oropesa de Toledo · Navalmoral de la Mata · Plasencia · Cáceres · Mérida · Calamonte · Almendralejo · Villafranca de los Barros · Los Santos de Maimona · Zafra-Feria | Zafra                       | RENFE 598 sorozat                      | 4 járat hetente mindkét irányba 2                                     |
| Madrid - Chamartín | Madrid-Atocha Cercanías · Leganés · Torrijos · Talavera de la Reina · Oropesa de Toledo · Navalmoral de la Mata · Monfragüe · Mirabel · Cañaveral · Cáceres · Mérida · Montijo | Badajoz                     | RENFE 599 sorozat                      | 1 járat naponta irányonként                                           |
| Badajoz | Guadiana del Caudillo · Montijo-Apeadero · Montijo · La Garrovilla · Aljucén · Mérida · Cáceres · Cañaveral · Casas de Millán · Mirabel · Plasencia · Monfragüe · Casatejada · Navalmoral de la Mata · Oropesa de Toledo · Talavera de la Reina · Montearagón · Erustes · Torrijos · Illescas · Fuenalbrada · Leganés | Madrid-Atocha cercanías     | RENFE 598 sorozat                      | 1 járat naponta irányonként3                                          |
| Badajoz | Guadiana del Cuaudillo · Montijo-Apeadero · Montijo · La Garrovilla · Aljucén · Mérida · Guareña · Valdetorres · Don Benito · Villanueva de la Serena · Campanario · Castuera · Almorchón · Cabeza de Buey · Los Pedroches-Guadalmez · Almadenejos-Almadén · Brazatortas-Veredas · Puertollano · Ciudad Real · Almagro · Daimiel · Manzanares | Alcázar de San Juan         | RENFE 598 sorozat                      | 1 járat naponta                                                       |
| Bilbao-Abando | Llodio | Miranda de Ebro             | RENFE 120 sorozat és RENFE 470 sorozat | 9 vonat hetente mindkét irányba.4                                     |
| 1. Solo viernes sentido Mediterráneo y domingos sentido Madrid. | |                             |                                        |                                                                       |
| 2. Hétfőtől csütörtökig az útvonal Madrid-Zafra, pénteken, szombaton és vasárnap Huelva (Madrid-Zafra-Huelva). | |                             |                                        |                                                                       |
| 3. Két járat Badajoz - Madrid között és egy járat Madrid - Badajoz között. | |                             |                                        |                                                                       |
| 4. Egy járat naponta, két járat pénteken. A napi egy járat útvonala: Estación de Miranda de Ebro - Bilbao, a szombati vonat: Bilbao - Miranda de Ebro. Tovább Madrid felé mint Alvia vagy csatlakozás egy Alvia járathoz Madrid felé. | |                             |                                        |                                                                       |